# Brendan Canning
Brendan Canning (Toronto, 1969) è un cantante e musicista canadese.

## Carriera
Insieme a Kevin Drew ha fondato il collettivo Broken Social Scene nel 1999.
Ha fatto parte di numerosi altri gruppi come By Divine Right, Blurtonia, Valley of the Giants, Len e hHead.
Nel luglio 2008 ha pubblicato l'album solista Something for All of Us..., secondo disco della serie Broken Social Scene Presents. Nel 2012 si è inserito nella formazione dei Cookie Duster.

## Discografia

### Solista
- Something for All of Us... (2008)
- You Gots 2 Chill (2013)

### hHead
- Fireman (1992)
- Jerk (1994)
- Ozzy (1996)

### By Divine Right
- Bless This Mess (1999)

### Broken Social Scene
- Feel Good Lost (2001)
- You Forgot It in People (2002)
- Bee Hives (2003)
- Broken Social Scene (2005)
- Forgiveness Rock Record (2010)

### Valley of the Giants
- Valley of the Giants (2004)

### Cookie Duster
- When Flying Was Easy (2012)